# ミッシー・ペリグリム
ミッシー・"ミッシー"・ペリグリム（Melissa "Missy" Peregrym、1982年6月16日生）はカナダの女優で元ファッションモデル。
ペリグリムは2006年の映画『スティック・イット!』のヘイリー・グレアム役やABCとグローバルテレビジョンネットワークのドラマ『ルーキーブルー ～新米警官 奮闘記～』（2010年から2015年）のアンディ・マクナリー役（2016年のカナダ・スクリーン・アワードにノミネートされた）、そしてディック・ウルフプロデュースによるCBSのドラマ『FBI: 特別捜査班』マギー・ベル役（2018年から出演）で知られている。

## 生い立ち
ペレグリムはペンテコステ派の司祭であるダレル・ペリグリム牧師と、主婦のヴァネッサ・ペリグリムの間に生まれた。自分は子供のころはお転婆だったと述べている。

## キャリア
ペリグリムは18歳でリズベル・エージェンシーでプロとしてのキャリアを開始した。モデルとしてのキャリアの初期に、所属事務所からテレビCMへの転向を勧められた。紙媒体から映像への転向によって、メルセデス・ベンツ、スプリント・カナダ（米スプリントのカナダ子会社）、オリンピック大会のコマーシャルに出演することになった。

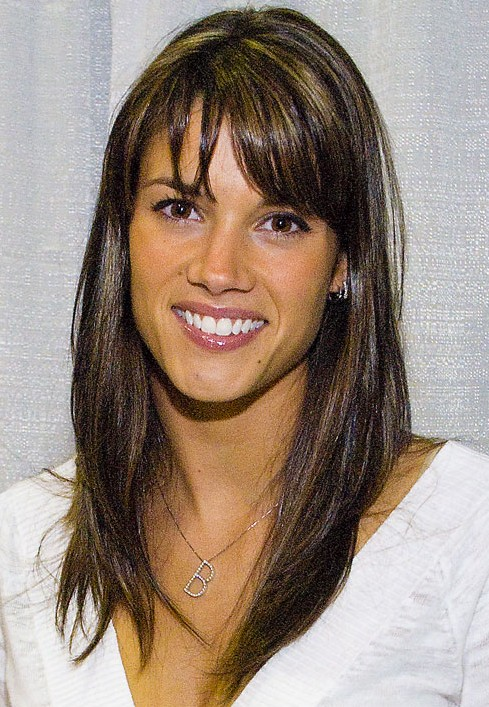
2009年のペリグリム

2000年に、ブリティッシュコロンビア州バンクーバーで撮影された『ダークエンジェル』の1エピソードで俳優としてのデビューを果たした。デビュー作の役柄を基に、 The Chris Isaak Show、Black Sash、Jake 2.0、『ヤング・スーパーマン』、『トゥルー・コーリング』、Life as We Know It、『アンドロメダ』、『ヒーローズ』などにゲスト出演し、さらにテレビ映画の Call Me: The Rise and Fall of Heidi Fleiss にも出演した。
2004年のスーパーヒーロー映画『キャットウーマン』へのクレジットなしのカメオ出演ののちに、ペリグリムは2006年にかつての体操生活への復帰を目指す反抗的なティーンエイジャーを中心とした『スティック・イット!』の主役を演じて映画デビューを果たした。
その後、テレビドラマ『ヒーローズ』のイリュージョン能力者キャンディス・ウィルマー役を演じたが、制作スタッフは宣伝資料で彼女を「誘惑する女」と紹介した。第1シーズン第18話「パラサイト」で初出演する予定だったが、一週間前のエピソード「本当の家族」で台詞なしの役で初出演した。

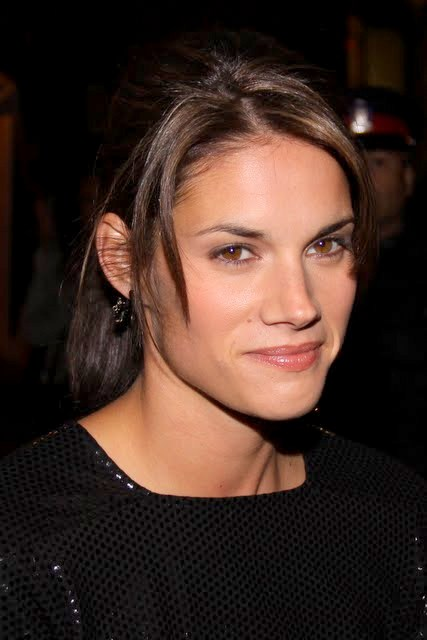
2010年のトロント映画祭でのペリグリム

ペリグリムは2007年から2009年にかけてCWテレビジョンネットワークのドラマ『REAPER デビルバスター』初のテレビドラマでの主役を演じた。放送されなかったパイロット版ではニッキー・リードがその役を演じていた。『リーパー』は悪魔相手のバウンティハンターとなったサムという若者についての物語である。
ペリグリムのキャリアの飛躍は2010年にカナダのテレビドラマ『ルーキーブルー ～新米警官 奮闘記～』で警察官アンディ・マクナリー役をつかんだことで訪れた。このドラマはカナダではグローバルテレビジョンネットワークが、アメリカ合衆国ではABCが同時に放映した。6シーズンまで製作され、2015年で打ち切りとなった。
2012年、ペリグリムはYahoo.comの配信ドラマ Cybergeddon の主役であるクロエ・ジョスリンにキャスティングされた。9チャプターが撮影され、2012年9月27日から視聴可能となった。このプロジェクトの一部はノートンの協力と資金援助を受けていた。2013年にWebシリーズ Cybergeddon での演技に対してストリーミー賞が贈られた。
2014年、ペリグリムはジェフ・ループおよびエリック・バルフォーとともに熊パニック映画『ブラックフット』に出演した。
2016年、ペリグリムは『ルーキー・ブルー』の演技でカナダ・スクリーン・アワードにノミネートされたが、最終的に『オーファン・ブラック 暴走遺伝子』のタチアナ・マスラニーが受賞した。
2017年、ペリグリムは『ヴァン・ヘルシング』の第2シーズンにスカーレット・ハーカー役で出演し、番組終了の2021年までとびとびに14エピソードにこの役を演じた。
2018年、ペリグリムは現在も続くCBSのドラマ『FBI: 特別捜査班』の主役マギー・ベルを演じ始めた。

## 私生活
ペリグリムは2014年6月にアメリカ人俳優ザッカリー・リーヴァイと結婚した。ペレグリムは2015年4月に離婚を申請し、別居日を2014年12月3日と記載した。
ペリグリムは2018年12月30日にロサンゼルスでオーストラリア人俳優のトム・オークリーと結婚した。二人の間には2020年3月21日に男児が生まれた。また、2022年6月6日は女児を得た。

### 慈善活動
2006年、ペレグリムは南米のコミュニティに安全な靴を寄付している靴会社TOMSと協力した。ペレグリムはアルゼンチンでの経験と、それが訪問したコミュニティに与えた影響について語っている。

## 出演作品

### 映画
| 年   | タイトル                | 役名                           | 注記           |
| ---- | ----------------------- | ------------------------------ | -------------- |
| 2004 | 『キャットウーマン』    | ボーラインのグラフィックモデル | クレジットなし |
| 2006 | 『スティック・イット!』 | ヘイリー・グレアム             |                |
| 2007 | Wide Awake              | Casey Wade                     |                |
| 2011 | Something Red           | Amy                            | Short          |
| 2012 | Cybergeddon             | Chloe                          |                |
| 2013 | The Proposal            | Sara                           | Short          |
| 2014 | 『ブラックフット』      | ジェン                         |                |
| 2017 | 『ブラック・ウィッチ』  |                                | 声の出演       |
| 2024 | Out Come the Wolves     | Sophie                         |                |

### テレビ
| 年           | タイトル                                   | 役名                                     | 注記                                                         |
| ------------ | ------------------------------------------ | ---------------------------------------- | ------------------------------------------------------------ |
| 2002         | 『ダークエンジェル』                       | ホッティー・ブロンド                     | S2E14「バンパイア」 "Love in Vein"                           |
| 2002         | The Chris Isaak Show                       | Julia                                    | S2E11 "Gimme Shelter"                                        |
| 2003         | Black Sash                                 | Tory Stratton                            | レギュラー                                                   |
| 2003         | Jake 2.0                                   | バーの少女                               | Episode7: "Jerry 2.0"                                        |
| 2003         | 『トゥルー・コーリング』                   | ジーナ                                   | 第2話「天職」 "Putting Out Fires"                            |
| 2004         | 『ヤング・スーパーマン』                   | モリー・グリッグス                       | S3E11「殺意のメール」 "Delete"                               |
| 2004         | 『アンドロメダ』                           | リセット                                 | S4E20「天使の声」 "Time Out of Mind"                         |
| 2004         | Call Me: The Rise and Fall of Heidi Fleiss | Tina                                     | テレビ映画                                                   |
| 2004         | Life as We Know It                         | Jackie Bradford                          | 主役                                                         |
| 2006         | Smallville: Vengeance Chronicles           | Molly Griggs                             | 3話出演                                                      |
| 2007         | 『ヒーローズ』                             | キャンディス・ウィルマー                 | リカーリング、6話出演                                        |
| 2007–2009    | 『REAPER デビルバスター』                  | アンディ・プレンダーガスト               | レギュラー                                                   |
| 2010–2015    | 『ルーキーブルー ～新米警官 奮闘記～』     | アンドレア・マクナリー警官（アンディ）   | レギュラー                                                   |
| 2012         | Cybergeddon                                | Chloe Jocelyn                            | 9話出演                                                      |
| 2012         | Cybergeddon Zips                           | Chloe Jocelyn                            | Episode: "Chloe"                                             |
| 2016         | Motive                                     | Jessica Wilson                           | S4E10 "In Plain Sight"                                       |
| 2016         | 『HAWAII_FIVE-0』                          | ブリジット・ウィリアムズ                 | S7E10 「秘密の代償」 "Ka Luhi"/"The Burden"                  |
| 2017         | 『LAW & ORDER:性犯罪特捜班』               | ゾーイ・ホワイト                         | S18E14 「ウォール街のキング」 "Net Worth"                    |
| 2017         | Saving Hope                                | Layla Rowland                            | Episodes: "We Need to Talk About Charlie Harris" & "Fix You" |
| 2017         | 『ナイトシフト 真夜中の救命医』            | リーガン中尉                             | S4E10 「夜明け」 "Resurgence"                                |
| 2017         | Ten Days in the Valley                     | Jamie                                    | Episodes: "Day 4: Below the Line" & "Day 5: Back to Ones"    |
| 2017–2018    | 『ヴァン・ヘルシング』                     | スカーレット・ヘルシング（旧姓ハーカー） | リカーリング（シーズ2-3）                                    |
| 2018–present | 『FBI: 特別捜査班』                        | マギー・ベル特別捜査官                   | レギュラー                                                   |
| 2021–2023    | 『FBI: Most Wanted 〜指名手配特捜班〜』    | マギー・ベル特別捜査官                   | 2話出演                                                      |
| 2021         | 『FBI: インターナショナル』                | マギー・ベル特別捜査官                   | 1話出演                                                      |